# Estandelh
Estandeuil és un municipi francès situat al departament del Puèi Domat i a la regió d'Alvèrnia-Roine-Alps. L'any 2007 tenia 332 habitants.

## Demografia

### Població
El 2007 la població de fet d'Estandeuil era de 332 persones. Hi havia 126 famílies de les quals 20 eren unipersonals (12 homes vivint sols i 8 dones vivint soles), 53 parelles sense fills, 49 parelles amb fills i 4 famílies monoparentals amb fills.
La població ha evolucionat segons el següent gràfic:
Habitants censats

### Habitatges
El 2007 hi havia 214 habitatges, 127 eren l'habitatge principal de la família, 72 eren segones residències i 15 estaven desocupats. Tots els 214 habitatges eren cases. Dels 127 habitatges principals, 113 estaven ocupats pels seus propietaris, 12 estaven llogats i ocupats pels llogaters i 2 estaven cedits a títol gratuït; 2 tenien dues cambres, 14 en tenien tres, 39 en tenien quatre i 72 en tenien cinc o més. 92 habitatges disposaven pel capbaix d'una plaça de pàrquing. A 42 habitatges hi havia un automòbil i a 80 n'hi havia dos o més.

### Piràmide de població
La piràmide de població per edats i sexe el 2009 era:
| Homes | Edats   | Dones |
| ----- | ------- | ----- |
| 4     | 95 o +  | 0     |
| 0     | 90 a 94 | 0     |
| 4     | 85 a 89 | 0     |
| 0     | 80 a 84 | 0     |
| 8     | 75 a 79 | 4     |
| 4     | 70 a 74 | 8     |
| 8     | 65 a 69 | 4     |
| 12    | 60 a 64 | 4     |
| 4     | 55 a 59 | 12    |
| 16    | 50 a 54 | 8     |
| 16    | 45 a 49 | 12    |
| 8     | 40 a 44 | 20    |
| 16    | 35 a 39 | 16    |
| 4     | 30 a 34 | 12    |
| 12    | 25 a 29 | 0     |
| 16    | 20 a 24 | 12    |
| 8     | 15 a 19 | 20    |
| 4     | 10 a 14 | 12    |
| 0     | 5 a 9   | 4     |
| 0     | 0 a 4   | 8     |

## Economia
El 2007 la població en edat de treballar era de 226 persones, 152 eren actives i 74 eren inactives. De les 152 persones actives 140 estaven ocupades (79 homes i 61 dones) i 11 estaven aturades (6 homes i 5 dones). De les 74 persones inactives 20 estaven jubilades, 31 estaven estudiant i 23 estaven classificades com a «altres inactius».

### Ingressos
El 2009 a Estandeuil hi havia 142 unitats fiscals que integraven 371 persones, la mediana anual d'ingressos fiscals per persona era de 18.222 €.

### Activitats econòmiques
Dels 9 establiments que hi havia el 2007, 5 eren d'empreses de construcció, 2 d'empreses de comerç i reparació d'automòbils i 2 d'empreses de serveis.
Dels 3 establiments de servei als particulars que hi havia el 2009, 1 era un paleta i 2 lampisteries.
L'any 2000 a Estandeuil hi havia 8 explotacions agrícoles que ocupaven un total de 228 hectàrees.

## Poblacions més properes
El següent diagrama mostra les poblacions més properes.